# Сон Торстейна сына Халля с Побережья
«Сон Торстейна сына Халля с Побережья» (исл. Draumr Þorsteins Síðu-Hallssonar) — исландская прядь, записанная предположительно в конце XIII века. Полный её текст сохранился в составе бумажных кодексов XVII века, а начало — ещё и в составе компиляции Vatnshyrna, которую датируют XIV веком.
Прядь рассказывает о гибели хёвдинга Торстейна Халльсона, которую датируют приблизительно 1055 годом. Прозаический текст здесь перемежается скальдическими стихами, которым рассказчик приписывает сверхъестественное происхождение. Исследователи отмечают высокие литературные достоинства этих стихов (вис, написанных размером дроткветт), мрачность общей атмосферы в пряди и драматичность повествования.
Главный герой пряди — исландский аристократ Торстейн Халльсон, который три ночи подряд видит пророческие сны. Норны, наделённые ещё и чертами духов-двойников, предупреждают его о том, что раб Гилли хочет его убить, чтобы отомстить за кастрацию. Они произносят висы с отсылками к мифам о валькирии Хильд и о боге весны Бальдре. Торстейн трижды приказывает найти Гилли, но поиски всякий раз заканчиваются неудачей. Наконец, раб заходит в дом ночью через потайную дверь и убивает спящего хозяина ударом ножа в горло. С Гилли тут же расправляются, поставив ему на живот таз с горячими угольями.